# Wim Schelberg
Willem Louis Gerard (Wim) Schelberg (4 mei 1930 - Weerselo, 24 augustus 2006) was een Nederlands politicus van de Katholieke Volkspartij (KVP) en later het CDA.

## Levensloop
Wim Schelberg was directeur van de Katholieke Jeugdbeweging van het bisdom Rotterdam. Hij woonde in Lisse, waar hij naast voorzitter van de plaatselijke afdeling van de KVP ook gemeenteraadslid was. In 1969 werd Schelberg burgemeester van de gemeente Weerselo, daarom verhuisde hij met zijn gezin naar het aldaar gelegen Het Stift. In die functie behoorde hij in 1978 dan ook tot de oprichters van de EUREGIO-Raad, het politieke orgaan van de EUREGIO. Wim Schelberg was tussen 1985 en 1997 voorzitter van de raad. In 1973 was hij de eerste voorzitter van Scouting Nederland.
Wim Schelberg bleef tot 1995 burgemeester van Weerselo. Na zijn terugtreden werd hij voor zijn verdiensten benoemd tot ridder in de Orde van Oranje-Nassau. Hij ontving daarnaast het Bundestverdienstkreuz 1. Klasse en de Alfred Mozerprijs. Na zijn overlijden in 2006 is Schelberg begraven op de begraafplaats van de Hervormde gemeente op het Stift te Weerselo.

## Trivia
Sander Schelberg, burgemeester van Hengelo, is een zoon van Wim Schelberg. Hij studeerde bestuurskunde aan het Saxion in Enschede en aan de Rijksuniversiteit Leiden.